# إيليم-إيليما الأول
إيليم-إيليما الأول (حكم في منتصف القرن السادس عشر قبل الميلاد الى حوالي 1524 قبل الميلاد - التسلسل الزمني الأوسط )  كان ملك يمحاض ( حلب الحالية) خلفًا لوالده أبا إيل الثاني.  

## حكمه
يُعرف إيليم-إيليما من خلال النقوش الموجودة على تمثال ابنه إدريمي :  كانت زوجته تنتمي إلى العائلة الملكية في إيمار،  وكان لديه العديد من الأطفال وكان إدريمي أصغرهم. 
كان إيليم إيليما تحت تهديدات الملك بارشاتاتار ملك ميتاني ،  وربما قد حرض عليه تمرد انهى حكم إيليم إيليما وحياته في حوالي عام 1524 ق.م،  وهربت العائلة المالكة إلى إيمار. 

## مصير السلالة
خضعت حلب لسلطة ميتاني،  بينما بقي إدريمي في المنفى لمدة سبع سنوات،  وبعدها غزا ألالاخ واستمر في حكم السلالة كملك موكيس.  كان إيليم إيليما الأول آخر ملوك سلالة يمحاض الذي حكم كملك لحلب؛  ربما كان حفيده نيقميبا ليحكم حلب، ولكن كملك لألالاخ. 